# حمامة الفاكهة المخططة
حمامة الفاكهة المخططة أو حمامة الفاكهة ذات الظهر الأسود (Ptilinopus cinctus) هي حمامة كبيرة (بطول 38–44 سم ووزن 450-570 جم) ذات رأس وعنق وصدر علوي أبيض؛ ظهر وجناح علوي أسود متدرج إلى رمادي على الردف؛ ذيل أسود بشريط طرفي رمادي عريض؛ وأجزاء سفلية رمادية مفصولة عن الرأس الأبيض.

## التوزيع والموئل
توجد حمامة الفاكهة المخططة في بالي وجزر سوندا الصغرى. موئلها هو الغابات المطيرة الموسمية.

## السلوك والبيئة

### التكاثر
تضع بيضة واحدة على منصة مفتوحة من الأغصان في شجرة الغابة.

### التغذية
تتغذى على الفاكهة من أشجار الغابة، خاصة التين.

## روابط خارجية
- BirdLife International. (2006). Species factsheet: Ptilinopus cinctus. Downloaded from https://web.archive.org/web/20210828092113/https://www.birdlife.org/ on 1 February 2007
- Higgins, P.J.; & Davies, S.J.J.F. (Eds.). (1996). Handbook of Australian, New Zealand and Antarctic Birds. Volume 3. Snipe to Pigeons. Oxford University Press: Melbourne. (ردمك 0-19-553070-5)